# Godefroid Ndiang Kabul
 (septembre 2023).
Si vous disposez d'ouvrages ou d'articles de référence ou si vous connaissez des sites web de qualité traitant du thème abordé ici, merci de compléter l'article en donnant les références utiles à sa vérifiabilité et en les liant à la section « Notes et références ».
Godefroid Ndiang Kabul, né le 26 juillet 1946 à Banda, dans le Kwilu, est licencié en sciences économiques appliquées de l'université de Kinshasa (UNIKIN). Il a aussi étudié à l'université Lovanium.
Il est gouverneur de la Banque centrale du Congo en 1994.